# Saskia Burmeister
Saskia Burmeister (12. února 1985, Nový Jižní Wales, Austrálie), je australská herečka, známá především svými rolemi v seriálu Námořní hlídka a Hating Alison Ashley.